# Mesoceration littlekarroo
Mesoceration littlekarroo är en skalbaggsart som beskrevs av Perkins 2008. Mesoceration littlekarroo ingår i släktet Mesoceration och familjen vattenbrynsbaggar. Inga underarter finns listade i Catalogue of Life.